# Аверкий (боярин)
Аверкий (ум. 1333) — ростовский боярин и тысяцкий.
Упоминался в житии Сергия Радонежского в связи с насилиями, творимыми в ростовской земле московскими воеводами.
К 1332 г. Иван Калита, будучи великим князем владимирским, завладел Сретенской половиной Ростовского княжества.
Его тиуны и данщики безжалостно выколачивали со вновь приобретенных городов и селений деньги и товары для татарского выхода.
В 1333 г. в Ростов прибыли московские воеводы Василий Кочев и его помощник Мина, они «възложиста велику нужю на град».
Чтобы устрашить недовольных, воеводы повесили вниз головой старейшего ростовского боярина Аверкия — «епарха градского».